# Frans de Kok
Frans de Kok (18 de enero de 1924 – 4 de mayo de 2011) fue un músico y director de orquesta holandés. Desde pequeño, aprendió de forma autodidacta piano, el acordeón y el bajo. En la década de los 40 y 50, tocó y fue el arreglista de las música de la Orquesta de Joe Andy, con el que hizo giras por Holanda, Alemania Federal y Suiza con mucho éxito. Desde 1957 en adelante, trabajó en diferentes programas de la televisión holandesa. En 1962, el cantante Rudi Carrell le pidió para que le acompañara con su orquesta. En los años siguientes, de Kok escribió los arreglos de Carrell y de muchos programas de televisión. Más adelante, trabajaría con artistas nacionales de gran reconocimiento como Boudewijn de Groot. En 1969, intervino para Dolf van der Linden que se negó a viajar a la España franquista (diciendo que le recordaría demasiado a sus experiencias durante la Segunda Guerra Mundial) para dirigir la orquesta para la representación holandesa en el Festival de Eurovisión. De Kok, posteriormente, ayudaría a Lenny Kuhr a ganar el festival con la canción "De troubadour".
Por la misma época, de Kok decidió retirarse de la industria musical. Estableció un negocio de tiendas de discos y se especializó en software informática. Frans de Kok moriría en Bélgica el 4 de mayo de 2011.